# روبرت موغ
روبرت موغ (بالإنجليزية: Robert Moog)‏ أو روبرت بوب موغ (23 مايو 1934 في مدينة نيويورك - 21 أغسطس 2005 في كارولاينا الشمالية) كان رائد في الموسيقى الإلكترونية ومخترع جهاز موغ - سانتيسيزور، واحد من أوائل الآلات الموسيقية الإلكترونية المستخدمة على نطاق واسع.

## حياته
درس موغ الفيزياء في كلية كوينز بمدينة نيويورك، تحصل على درجة دكتوراه في الهندسة الكهربائية من جامعة كولومبيا. صنع في الخمسينات من القرن الماضي أول جهاز موسيقي إلكتروني (Synthesizer) للملحن النمساوي ماكس براند. تخرج عام 1963 من جامعة كورنيل. قام موغ بين عامي 1989 و1992 بتدريس تكنولوجيا الموسيقى في جامعة كارولينا الشمالية في آشفيل. في شهر أبريل عام 2005 أصيب موغ بمرض خبيث في دماغه، وبسبب هذا الورم توفي بعد أربعة أشهر عن 71 سنة.

## روابط خارجية
- روبرت موغ على موقع IMDb (الإنجليزية)
- روبرت موغ على موقع الموسوعة البريطانية (الإنجليزية)
- روبرت موغ على موقع ميوزك برينز (الإنجليزية)
- روبرت موغ على موقع إن إن دي بي (الإنجليزية)
- روبرت موغ على موقع ديسكوغز (الإنجليزية)